# Kwas trans-3-metylo-2-heksenowy
Kwas trans-3-metylo-2-heksenowy, C
6H
11COOH – organiczny związek chemiczny z grupy krótkołańcuchowych nienasyconych kwasów tłuszczowych. Powstaje w okolicy pachowej w wyniku hydrolizy lub bakteriolizy prekursorów wydzielanych przez apokrynowe gruczoły potowe i odpowiada za nieprzyjemny zapach potu.